# Agrilus subrobustus
Agrilus subrobustus é uma espécie de escaravelho perfurador de madeira metálico da família Buprestidae. É conhecida a sua existência na América do Norte e Sul da Ásia.